# Royal Jordanian Falcons

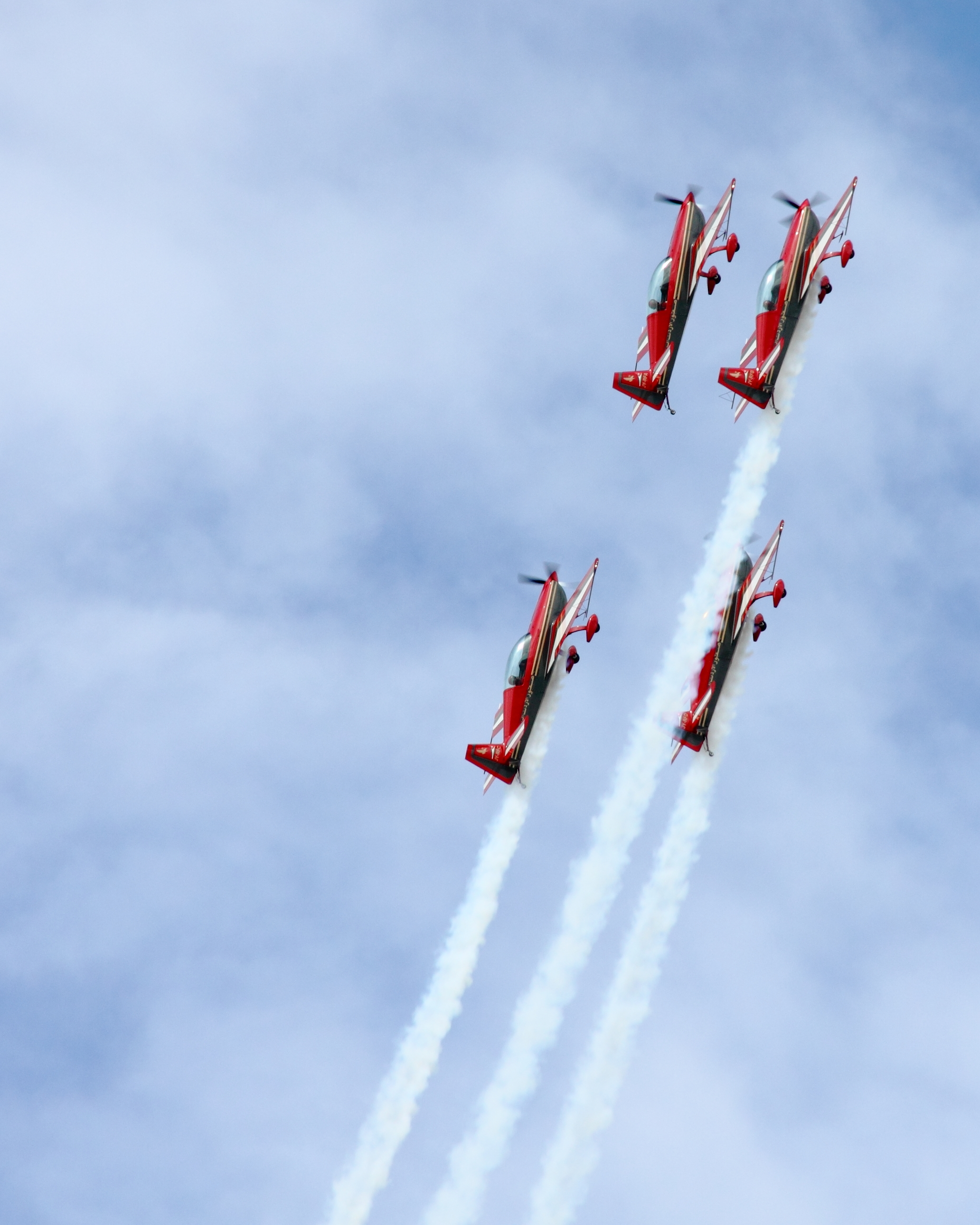
Royal Jordanian Falcons

La patrouille des Royal Jordanian Falcons (en français les « Faucons Royaux Jordaniens ») est la patrouille acrobatique de Jordanie.

## Historique
Elle a été créée le 7 novembre 1976 par le roi Hussein de Jordanie. Ses quatre pilotes sont issus de la Force aérienne royale jordanienne et ils volent sur des Walter Extra EA300S depuis 1992, avions monoplaces à hélices aux couleurs jordaniennes et équipés de fumigènes blancs.

## Base
La patrouille est basée à l'aéroport international Roi-Hussein d'Aqaba.

## Organisation
L'organisation de cette patrouille est atypique puisque si les pilotes sont des militaires, l'entretien des appareils est confié à la compagnie aérienne Royal Jordanian Airlines.

## Accidents et incidents
- 16 septembre 2024 : un Extra 300LX des Royal Jordanian Falcons effectue un atterrissage d'urgence dans un champ près du village de Bleid, dans la province de Luxembourg, dans le sud de la Belgique. Les deux occupants sont grièvement blessés[1]. L'appareil faisait partie d'une formation de quatre avions qui effectuait des manoeuvres dans le but de préparer le spectacle aérien du Sanicole Airshow à la base aérienne de Léopoldsbourg (en). Pour ce faire, la patrouille était temporairement hébergée à la base aérienne de Kleine-Brogel[2].